# Seguyia sinaiensis
Seguyia sinaiensis är en tvåvingeart som först beskrevs av Kelsey 1981.  Seguyia sinaiensis ingår i släktet Seguyia och familjen fönsterflugor.
Artens utbredningsområde är Egypten. Inga underarter finns listade i Catalogue of Life.